# Kalle Carlstedt

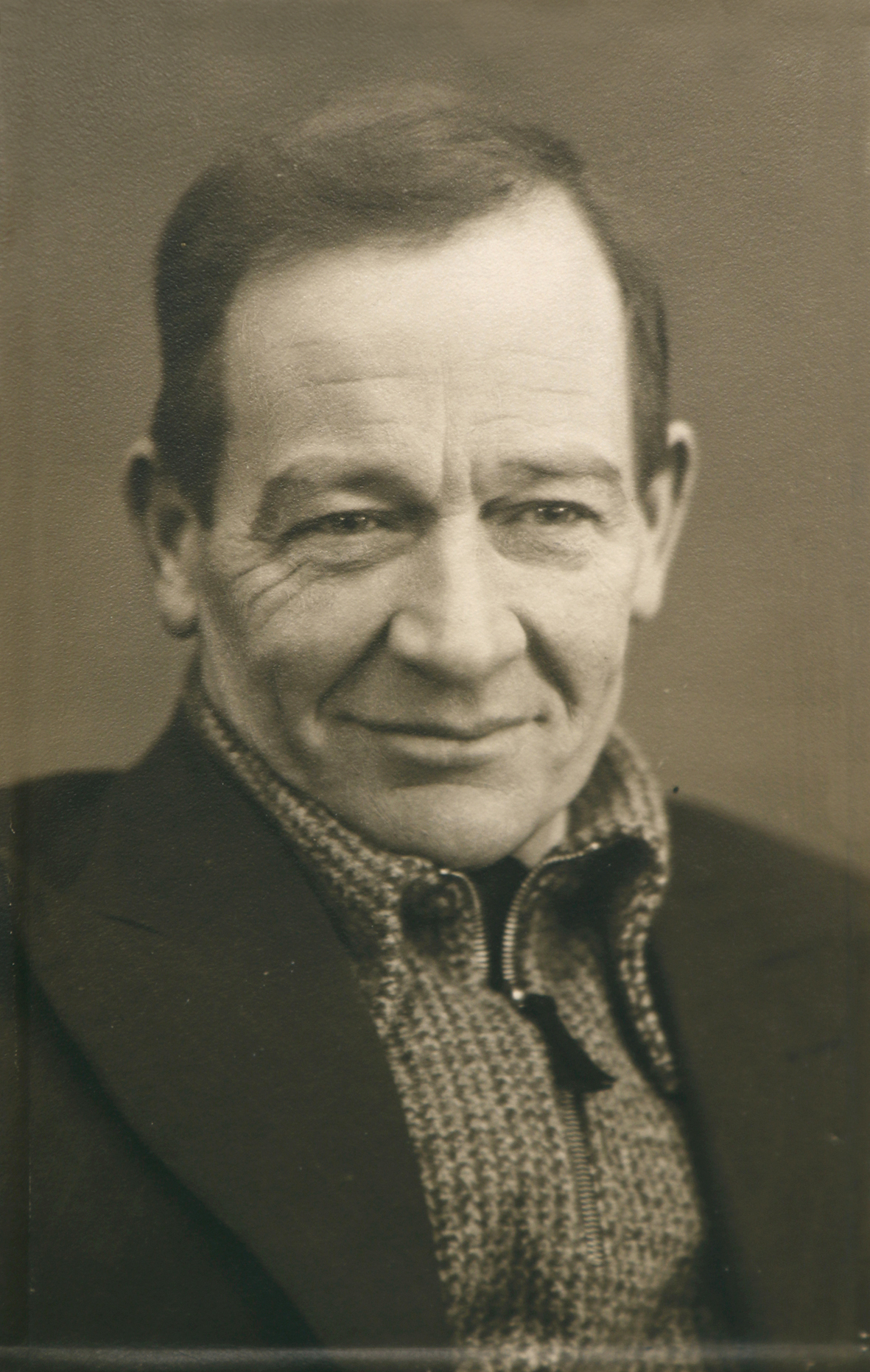
Kalle Carlstedt.

Kaarlo (Kalle) Fredrik Oskar Carlstedt, född 2 februari 1891 i Lundo, död 10 oktober 1952 i Valkeakoski, var en finländsk grafiker och målare, medlem av Novembergruppen. Han var bror till tillika konstnären Mikko Carlstedt.
Carlstedt studerade 1911–1913 vid Finska Konstföreningens ritskola och ställde ut första gången 1912. Han har uppskattats högst och vunnit mest erkännande som grafiker och illustratör. Genom sin träsnittskonst och färggrafik gjorde han en banbrytande insats och förde Gallen-Kallelas och Simbergs traditioner vidare. Både i sina grafiska arbeten och målningar av landskap och stilleben påverkades han under sin bästa period på 1910-talent av bland andra de tyska expressionisterna och franska mästarna såsom van Gogh, Gauguin och Cézanne. Tidiga träsnitt från början av 1910-talet visar även likheter med Munch, och Carlstedt blev den stora träsnittsmästaren inom Novembergruppens krets. Hans sorgmodiga arbeten under 1910-talet utbyttes mot slutet av decenniet av verk som andades större livsglädje.
Carlstedts landskapskonst var länge förankrad i Sääksmäki, men på 1920-talet upptäckte han även Karelen som gav honom många inspirationskällor. Han ägnade sig från denna tid åt bokillustrationer, bland annat till Eino Leinos Helkavirsiä (1924) och Kanteletar (1930). Carlstedt komponerade även bokband och utförde talrika exlibris. Tavastehus konstmuseum har ordnat minnesutställningar över Carlstedt 1953 och 1984.